# Broma-Prozess
Der Broma-Prozess ist ein Verfahren zur Trennung von Kakaomasse in Kakaobutter und Kakaotrockenmasse mittels Extraktion. Benannt ist es nach dem zweiten Teil des Namens des Stoffes Theobromin, welches der wichtigste Inhaltsstoff des Kakaos ist.

## Geschichte
Im Jahr 1865 ließ ein Arbeiter der Schokoladenfabrik von Domingo Ghirardelli einen Sack Kakaomasse in einem beheizten Raum liegen. Nach einiger Zeit bemerkte man, dass die Kakaobutter ausgelaufen war und der verbliebene Rest gut zu Kakaopulver weiterverarbeitet werden konnte. Dieser Prozess wird heute vor allem in den USA verwendet. Alle heutigen Ghirardelli-Produkte basieren darauf.

## Charakteristika
Dieser Prozess steht in Konkurrenz mit dem hydraulischen Verfahren nach van Houten. Im Vergleich dazu bleibt die Schokolade hier geschmacksintensiver, was hauptsächlich am Fehlen von alkalischen Stoffen wie bei jenem van Houtens liegt.
Durch Hinzufügen eines Pressvorgangs konnte die Geschwindigkeit wesentlich verbessert werden, da man sah, dass sich der Fettanteil durch Pressen noch mehr reduzierte. Durch den geringeren Fettgehalt steigt die Wasserlöslichkeit nochmals.
Die erzeugten Produkte werden in Schokolade, Backwaren oder Eiscreme verarbeitet.